# Zeravchan (ville)
Pour les articles homonymes, voir Zeravchan.
Zeravchan ou Zarafchan (en ouzbek : Zarafshon, en tadjik : Зарафшон, signifiant « aurifère », en russe : Зарафшан) est une ville de la province de Navoï, en Ouzbékistan. Elle est située dans une oasis du désert du Kyzylkoum, à 190 km au nord-ouest de Navoï, sur la rivière de Zeravchan. Sa population s'élevait à 70 000 habitants en 2010.

## Histoire
Zeravchan est fondée en 1965 et a le statut de ville depuis 1972. Zeravchan est née et s'est développée au centre de deux exploitations minières. La mine d'or de Mourountaou, située à 30 km à l'est de la ville est une des plus grandes du monde malgré son isolement et le secret qui a longtemps entouré son activité. L'extraction se fait à ciel ouvert au fond d'une excavation longue en surface de 3 500 m et large de 2 500 m, pour une profondeur de 300 m. L'usine de traitement du minerai se trouve à une dizaine de kilomètres. La tonne de minerai contient en moyenne 2,4 g d'or.